# Trimbos-instituut

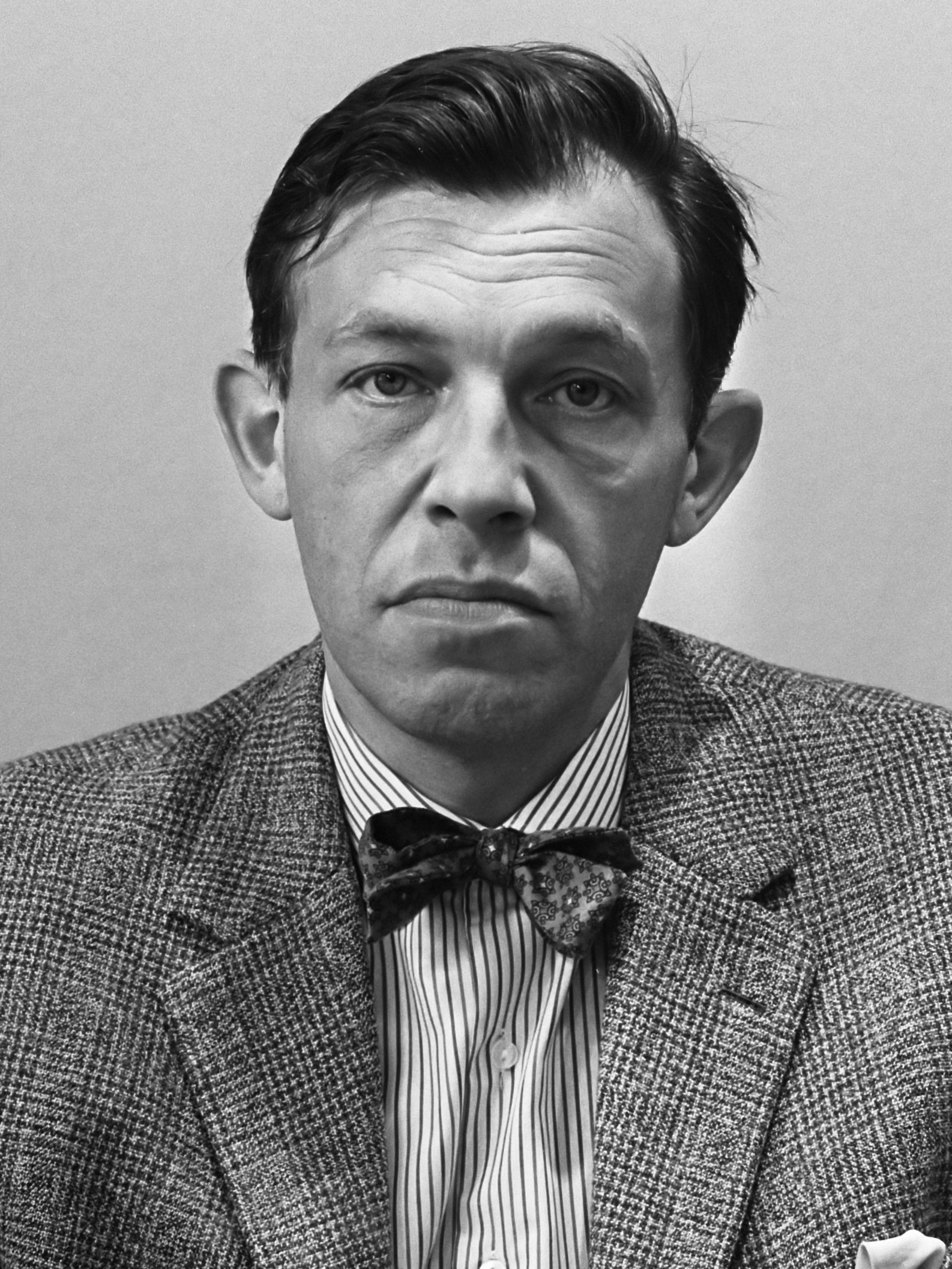
Kees Trimbos, 1964. Foto Harry Pot / Anefo.

Het Trimbos-instituut is het landelijk Nederlands kennisinstituut voor geestelijke gezondheidszorg, verslavingszorg en maatschappelijke zorg. Het Trimbos-instituut is in 1996 ontstaan uit een fusie van het Nederlands centrum Geestelijke volksgezondheid (NcGv) en het Nederlands Instituut voor Alcohol en Drugs (NIAD). Het instituut is vernoemd naar de Nederlandse psychiater Kees Trimbos. 

## Kerntaken
- Beleidsmakers, politici en professionals informeren over de geestelijke gezondheid van de Nederlandse bevolking.
- Monitoren en signaleren van psychische en verslavingsproblemen.
- Onderzoek doen naar de organisatie, toegankelijkheid, kwaliteit en effectiviteit van preventie en hulpverlening.
- Ontwikkelen van nieuwe methoden, protocollen, richtlijnen en programma's voor preventie, behandeling en organisatie van de zorg.
- Cursussen en trainingen geven op het gebied van de geestelijke gezondheidszorg en de verslavingszorg, om hulpverleners te ondersteunen bij de verbetering van de kwaliteit van hun werk.
- Voorlichting geven over mentale gezondheid, alcohol, drugs, roken en gamen, onder andere via Publieksinformatiewebsites zoals Mentaal Vitaal, Alcoholinfo, Drugsinfo, Ikstopnu en Gameninfo. Elke website heeft een Infolijn voor advies en ondersteuning.